# Ndlela kaSompisi
Ndlela kaSompisi fut un important général des armées des rois zoulous Chaka puis Dingane. Il a gravi les échelons en tant que guerrier redoutable de Chaka et pris du galon. Dingane l'a nommé inDuna et conseiller principal. Il était également le commandant en chef de l'impi de Dingane. Cependant, son échec face aux Boers d'Andries Pretorius ainsi qu'une rébellion contre Dingane conduisit à son exécution.

## Histoire
Selon E. A. Ritter, pour Chaka, Ndlela était une "recrue cannibale Ntuli". Son nom signifie "route" ou "chemin". Pendant la guerre entre les Ndwandwe et les Zoulous, Ndela s’est distingué par sa férocité au combat, accomplissant « des actes de destruction incroyables » chez les ennemis de Chaka. Il fut grièvement blessé au combat. Malgré ses origines non zouloues, il fut rapidement promu et nommé chef des Ntuli.